# Kanton Wintzenheim
Der Kanton Wintzenheim ist seit 1790 ein französischer Wahlkreis in den Arrondissements Colmar-Ribeauvillé und Thann-Guebwiller im Département Haut-Rhin in der Region Grand Est.
Der Kanton Wintzenheim grenzt im Norden an den Kanton Sainte-Marie-aux-Mines, im Nordosten an den Kanton Colmar-1, im Osten an die Kantone Colmar-2 und Ensisheim, im Süden an die Kantone Guebwiller und Cernay und im Westen an das Département Vosges.

## Geschichte
Der Kanton wurde am 4. März 1790 im Zuge der Einrichtung der Départements gegründet. Mit der Gründung der Arrondissements am 17. Februar 1800 wurde der Kanton neu zugeschnitten. Am 22. März 2015 wurde der Kanton von ehemals 10 auf jetzt 35 Gemeinden vergrößert. Keine der bisherigen Gemeinden des Kantons wechselte zu anderen Kantonen. Hinzu kamen 25 Gemeinden aus anderen Kantonen. Diese 25 Gemeinden gehörten bis 2015 zu den Kantonen Munster (alle 16 Gemeinden), Rouffach (alle 8 Gemeinden) und Kaysersberg (1 der 12 Gemeinden). 
Siehe auch Geschichte Département Haut-Rhin

## Gemeinden
Der Kanton besteht aus 35 Gemeinden mit insgesamt 49.677 Einwohnern (Stand: 1. Januar 2022) auf einer Gesamtfläche von 393,09 km²:
| Gemeinde                | Elsässisch           | Deutsch           | Einwohner (2022) | Fläche (km²) | Code postal  | Code Insee | Arrondissement     |
| ----------------------- | -------------------- | ----------------- | ---------------- | ------------ | ------------ | ---------- | ------------------ |
| Breitenbach-Haut-Rhin   | Bräitebàch           | Breitenbach       | 811              | 9,27         | 68380        | 68051      | Colmar-Ribeauvillé |
| Eguisheim               | Exe                  | Egisheim          | 1.735            | 14,13        | 68420        | 68078      | Colmar-Ribeauvillé |
| Eschbach-au-Val         | Eschbe im Dàl        | Eschbach im Tal   | 377              | 4,84         | 68140        | 68083      | Colmar-Ribeauvillé |
| Griesbach-au-Val        | Grischbe im Dàl      | Griesbach im Tal  | 682              | 4,73         | 68140        | 68109      | Colmar-Ribeauvillé |
| Gueberschwihr           | Gawerschwihr         | Geberschweier     | 825              | 8,91         | 68420        | 68111      | Thann-Guebwiller   |
| Gundolsheim             | Gungelse             | Gundolsheim       | 728              | 8,22         | 68250        | 68116      | Thann-Guebwiller   |
| Gunsbach                | Gìnschbe             | Gunsbach          | 864              | 6,18         | 68140        | 68117      | Colmar-Ribeauvillé |
| Hattstatt               | Hàttschet            | Hattstatt         | 859              | 5,98         | 68420        | 68123      | Thann-Guebwiller   |
| Herrlisheim-près-Colmar | Herrlese             | Herrlisheim       | 1.903            | 7,68         | 68420        | 68134      | Colmar-Ribeauvillé |
| Hohrod                  | Hohrod               | Hohrod            | 358              | 5,49         | 68140        | 68142      | Colmar-Ribeauvillé |
| Husseren-les-Châteaux   | Hìsre                | Häusern           | 497              | 1,20         | 68420        | 68150      | Colmar-Ribeauvillé |
| Luttenbach-près-Munster | Lüttebà bi Mìnschter | Luttenbach        | 774              | 7,86         | 68140        | 68193      | Colmar-Ribeauvillé |
| Metzeral                | Matzeràl             | Metzeral          | 1.051            | 30,43        | 68380        | 68204      | Colmar-Ribeauvillé |
| Mittlach                | Mittlàch             | Mittlach          | 340              | 11,39        | 68380        | 68210      | Colmar-Ribeauvillé |
| Muhlbach-sur-Munster    | Mìlbe                | Mühlbach im Elsaß | 817              | 7,88         | 68380        | 68223      | Colmar-Ribeauvillé |
| Munster                 | Mìnschter            | Münster im Elsass | 4.709            | 8,64         | 68140        | 68226      | Colmar-Ribeauvillé |
| Niedermorschwihr        | Nìdermorschwìhr      | Niedermorschweier | 561              | 3,35         | 68230        | 68237      | Colmar-Ribeauvillé |
| Obermorschwihr          | Owermorschwihr       | Obermorschweier   | 406              | 1,59         | 68420        | 68244      | Colmar-Ribeauvillé |
| Osenbach                | Osebàch              | Osenbach          | 819              | 5,60         | 68570        | 68251      | Thann-Guebwiller   |
| Pfaffenheim             | Pfàffene             | Pfaffenheim       | 1.349            | 14,57        | 68250        | 68255      | Thann-Guebwiller   |
| Rouffach                | Rufàch               | Rufach            | 4.186            | 40,05        | 68250        | 68287      | Thann-Guebwiller   |
| Sondernach              | Sundernà             | Sondernach        | 593              | 24,72        | 68380        | 68311      | Colmar-Ribeauvillé |
| Soultzbach-les-Bains    | Sulzbàch             | Sulzbach          | 727              | 7,06         | 68230        | 68316      | Colmar-Ribeauvillé |
| Soultzeren              | Sulzere              | Sulzern           | 1.152            | 18,37        | 68140        | 68317      | Colmar-Ribeauvillé |
| Soultzmatt              | Sulzmàtt             | Sulzmatt          | 2.466            | 19,57        | 68570        | 68318      | Thann-Guebwiller   |
| Stosswihr               | Stooswihr            | Stossweier        | 1.328            | 26,40        | 68140        | 68329      | Colmar-Ribeauvillé |
| Turckheim               | Tìrke                | Türkheim          | 4.033            | 16,46        | 68230        | 68338      | Colmar-Ribeauvillé |
| Vœgtlinshoffen          | Vegelshofe           | Vögtlinshofen     | 477              | 3,99         | 68420        | 68350      | Colmar-Ribeauvillé |
| Walbach                 | Wàlbàch              | Walbach           | 926              | 5,45         | 68230        | 68354      | Colmar-Ribeauvillé |
| Wasserbourg             | Wàsserburig          | Wasserburg        | 467              | 9,47         | 68230        | 68358      | Colmar-Ribeauvillé |
| Westhalten              | Waschthàlte          | Westhalten        | 1.010            | 10,98        | 68250        | 68364      | Thann-Guebwiller   |
| Wettolsheim             | Wettelse             | Wettolsheim       | 1.771            | 8,86         | 68920        | 68365      | Colmar-Ribeauvillé |
| Wihr-au-Val             | Wihr ìm Dàl          | Weier im Thal     | 1.208            | 12,54        | 68230        | 68368      | Colmar-Ribeauvillé |
| Wintzenheim             | Winzene              | Winzenheim        | 8.045            | 18,97        | 68124, 68920 | 68374      | Colmar-Ribeauvillé |
| Zimmerbach              | Zimmerbàch           | Zimmerbach        | 823              | 2,26         | 68230        | 68385      | Colmar-Ribeauvillé |
| Kanton Wintzenheim      | Winzene              | Winzenheim        | 49.677           | 393,09       | -            | 6816       | -                  |

Bis zur landesweiten Neuordnung der französischen Kantone im März 2015 gehörten zum Kanton Wintzenheim die zehn Gemeinden Eguisheim, Herrlisheim-près-Colmar, Husseren-les-Châteaux, Obermorschwihr, Turckheim, Vœgtlinshoffen, Walbach, Wettolsheim, Wintzenheim und Zimmerbach. Sein Zuschnitt entsprach einer Fläche von 80,59 km2. Er besaß vor 2015 den INSEE-Code 6826.

## Politik
Im 1. Wahlgang am 22. März 2015 erreichte keines der vier Wahlpaare die absolute Mehrheit. Bei der Stichwahl am 29. März 2015 gewann das Gespann Monique Martin/Lucien Muller (beide Union de la Droite|UD) gegen Pierre Courtaux/Angélique Minoux (beide FN) mit einem Stimmenanteil von 64,98 % (Wahlbeteiligung:50,46 %).
Seit 1945 hatte der Kanton folgende Abgeordnete im Rat des Départements:
| Vertreter im conseil général des Départements | Vertreter im conseil général des Départements | Vertreter im conseil général des Départements            |
| Amtszeit                                      | Name                                          | Partei                                                   |
| --------------------------------------------- | --------------------------------------------- | -------------------------------------------------------- |
| 1945–1949                                     | Léon Beyer                                    | MRP                                                      |
| 1949–1955                                     | Émile Floranc                                 | RPF, danach Républicains sociaux                         |
| 1955–1960                                     | Auguste Haeffelé                              | UNR, danach Union pour la défense de la République (UDR) |
| 1960–1979                                     | Robert Sibler                                 | Centre démocrate                                         |
| 1979–2004                                     | Pierre Knittel                                | RPR                                                      |
| 2004–2011                                     | Guy Daesslé                                   | DVD, danach UMP                                          |
| 2008–2015                                     | Lucien Muller                                 | DVD                                                      |
| 2015–                                         | Monique Martin Lucien Muller                  | Union de la Droite                                       |